# Electroforeză în gel

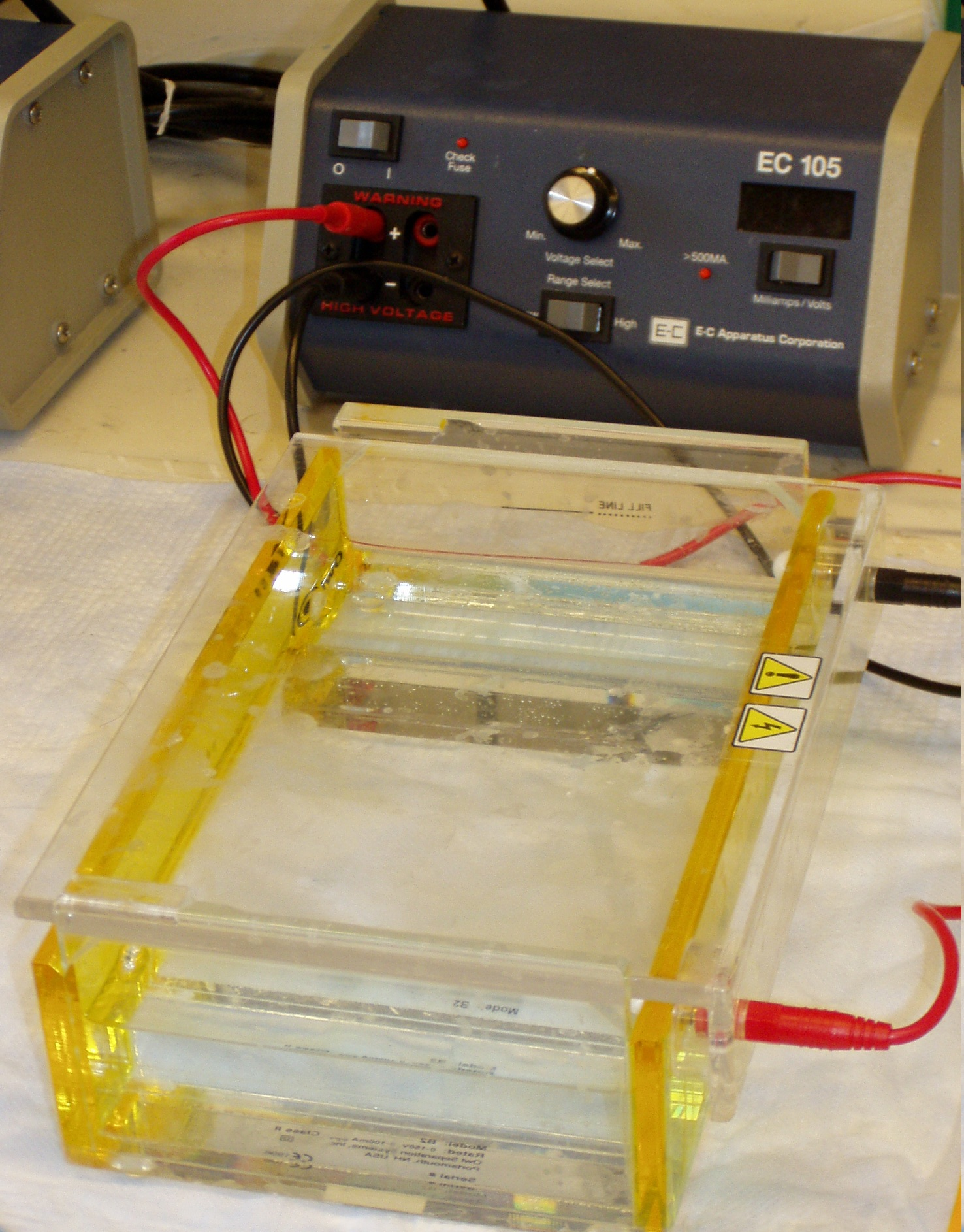
Aparatura de bază utilizată în cadrul separării electroforetice în gel

Electroforeza în gel este o metodă de separare și de analiză electroforetică a unor macromolecule (ADN, ARN și proteine) sau a unor fragmente din aceste molecule, pe baza mărimii și a sarcinii lor. Tehnica are utilitate în chimia clinică pentru separarea proteinelor pe baza sarcinii sau mărimii moleculare (electroforeza în gel de agaroză) și în biochimie și biologie moleculară pentru separarea unor fragmente de ADN sau ARN în funcție de lungimea acestora, cu scopul de a estima numărul de perechi de baze din structura lor.

## Tipuri de geluri
Cele mai utilizate geluri sunt cele bazate pe poliacrilamidă și agaroză.